# 飯田上久堅・喬木富田インターチェンジ
飯田上久堅・喬木富田インターチェンジ（いいだかみひさかた・たかぎとみだインターチェンジ）は、長野県飯田市上久堅にある三遠南信自動車道（飯喬道路）のインターチェンジである。
当初は飯田東インターチェンジ（いいだひがしインターチェンジ）の仮称で事業が進められていたが、龍江IC - 当IC間の開通告知とともに正式名が発表された。近辺（北緯35度27分37秒 東経137度53分30秒 / 北緯35.46032度 東経137.89155度）に縄文・古墳・平安・中世の集落跡である鬼釜遺跡があり、工事に関連して2009年（平成21年）と2011年（平成23年）に発掘調査が行われた。2020年5月現在、日本で一番長い名前のインターチェンジである。

## 道路
- E69 三遠南信自動車道

## 接続する道路
- 国道256号

## 歴史
- 2018年（平成30年）
  - 1月29日 : IC名称が「飯田東IC（仮称）」から「飯田上久堅・喬木富田IC」で正式決定[1]。
  - 3月10日 : 龍江IC - 飯田上久堅・喬木富田IC間開通に伴い、供用開始[4][1]。

## 隣
E69 三遠南信自動車道
(4)龍江IC - (5)飯田上久堅・喬木富田IC - 氏乗IC（事業中）

## 備考
当インターチェンジの開通までは、「日本で一番長い名前のインターチェンジ名」は東九州自動車道（宇佐別府道路）・大分農業文化公園インターチェンジ（8文字）であった。ただし、スマートインターチェンジの「スマート」まで入れると、東名高速道路の大井川焼津藤枝スマートインターチェンジ（11文字）が最長となる。